# Croton pimeleus
Espèce
Croton pimeleus est une espèce de plantes à fleurs du genre Croton et de la famille des Euphorbiaceae, présente au Brésil (São Paulo).
Il a pour synonyme :
- Oxydectes pimelea, (Baill.) Kuntze